# XPInstall
XPInstall (англ. Cross-Platform Install) — технологія розроблена «Mozilla Foundation» для інсталяції розширень програмного забезпечення. Застосовується у відкритому програмному забезпеченні розробників проєкту Mozilla для встановлення розширень, котрі додають головній програмі нові функції. Зокрема використовується у «Mozilla Application Suite», «Mozilla Firefox», «Mozilla Thunderbird»⁣, але також і в інших програмах основаних на технології XUL.
Файл XPI (вимовляється: zɪp.i або як англ. zippy — зіппі) є ZIP-контейнером, що містить інсталяційний файл install.rdf та інші дані.